# Перша авеню
Перша авеню (англ. First Avenue, 1st Avenue) — велика вулиця, що пролягає з півночі на південь у східній частині Нью-Йорка, на Мангеттені. Перша авеню починається з Х'юстон-стріт, йде на північ уздовж близько 125 будівель і закінчується у Бронксі біля мосту Вілліс-Авеню («Willis Avenue Bridge») через річку Гарлем на рівні 127-ї вулиці. На південь від Х'юстон-стріт, вулиця переходить в Аллен-стріт на південь до Канал-стріт. Рух на Першій авеню відбувається на північ.
Перша авеню проходить переважно через численні житлові околиці. Між 42-ю вулицею та 45-ю вулицею межує з будівлями Штаб-квартири ООН, тут проходять чотири лінії метро.

## Історія
За прикладом інших великих вулиць міста, що проходили з півночі на південь, Перша авеню була представлена в генеральному плані Мангеттена 1811 року, який передбачав дванадцять авеню, що перетинають Мангеттен в довжину. Лінія наземного транспорту Другої авеню IRT («IRT Second Avenue Line») проходила вище Першої авеню від Гаустон-стріт до 23-ї вулиці перш ніж повернути ліворуч на 23-тю й потім прямо на Другу авеню.
У своєму перебігу з півдня Перша авеню проходить через Іст-Віллидж (East Village), де переважало німецьке, а потім єврейське населення, тепер тут мешкають переважно молоді успішні фахівці. Потім знову піднімається до кварталу Мюррей-Гілл (Murray Hill).
Перша авеню перетинає річку Гарлем на рівні 127-ї вулиці через міст Вілліс-Авеню й переходить у Вілліс-Авеню в Бронксі.

## Галерея

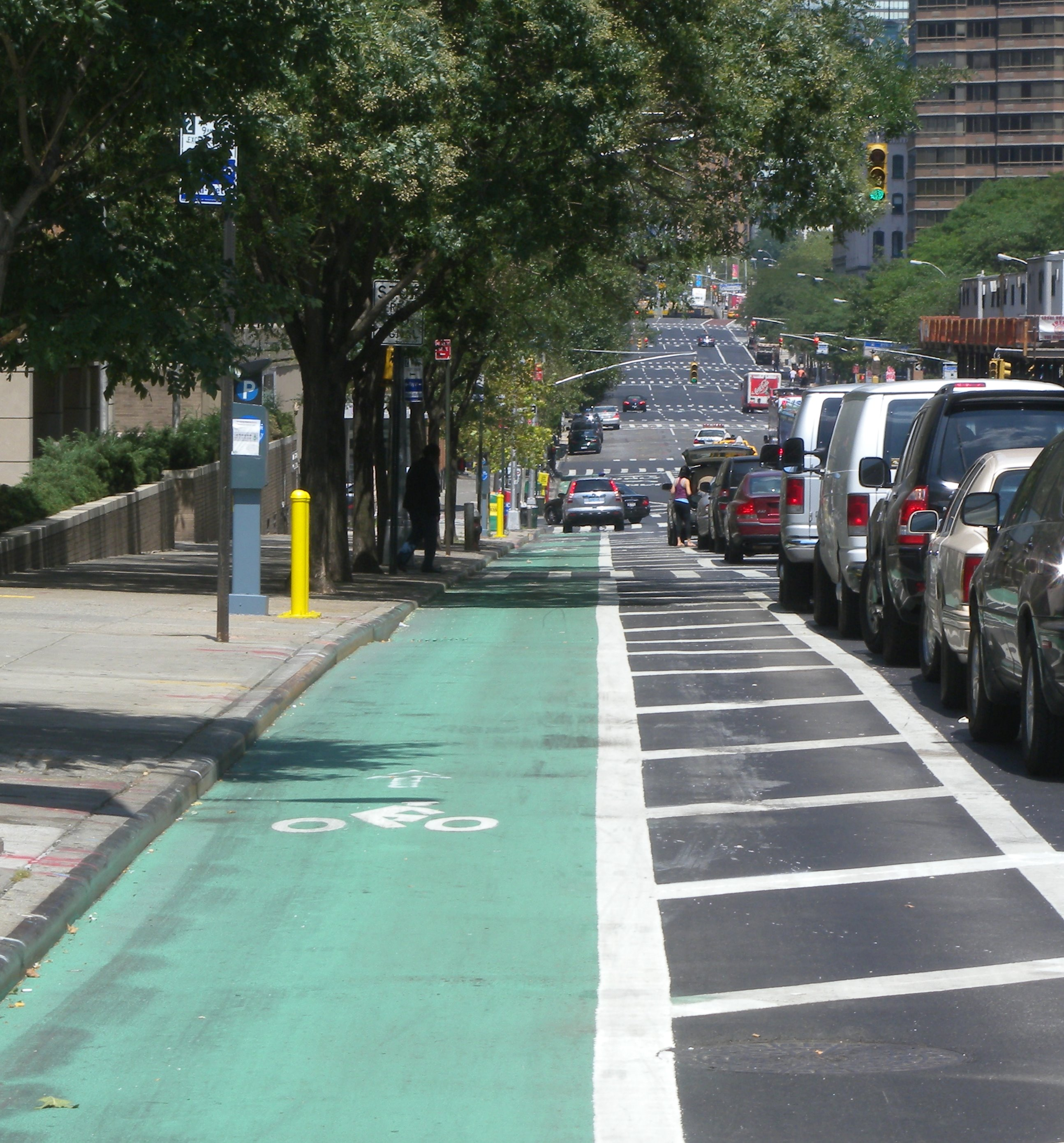
Велосипедна доріжна на Першій авеню
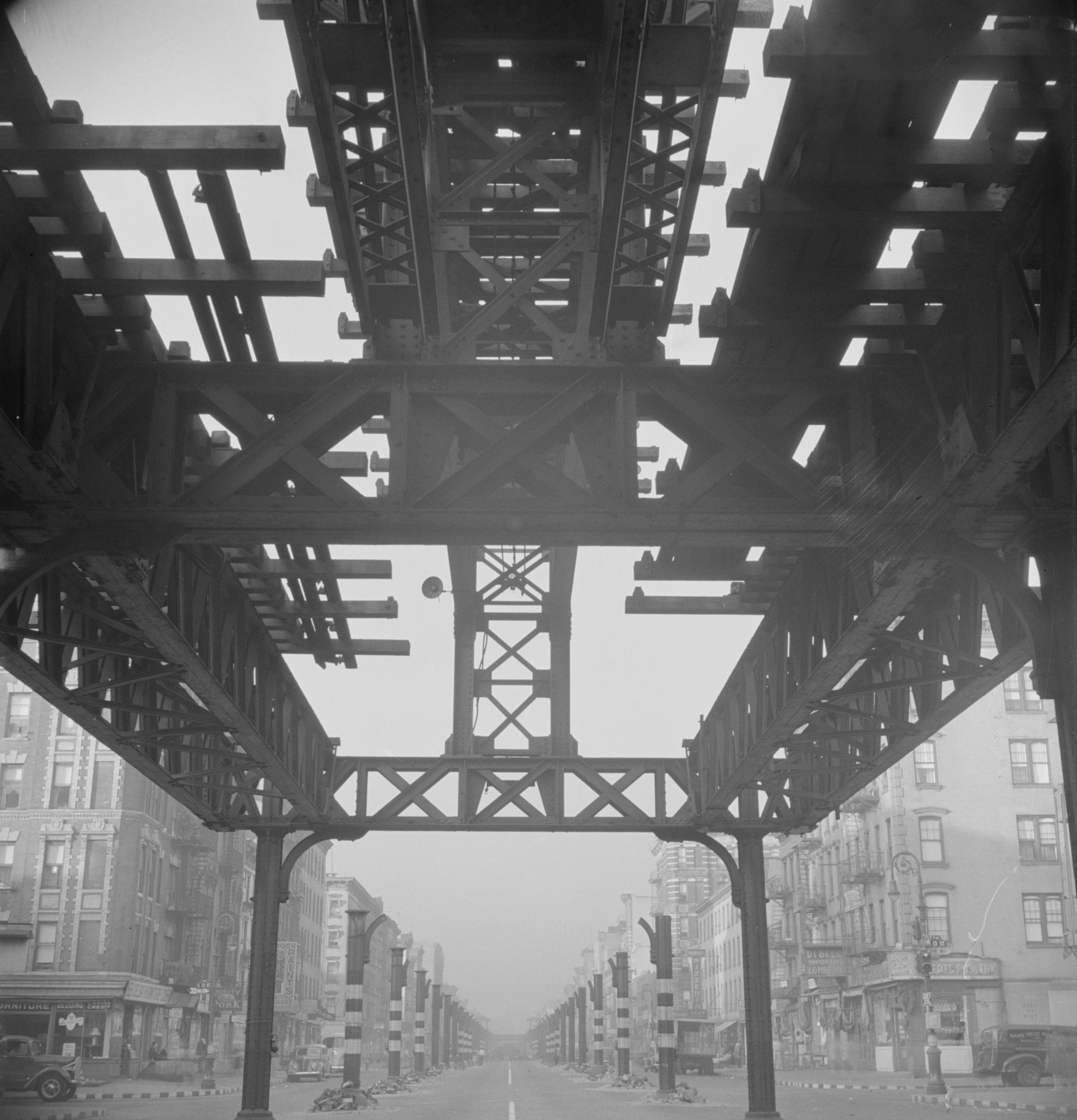
Вид на Першу авеню з 13-ї вулиці під час знесення «IRT Second Avenue Line» у вересні 1942 року
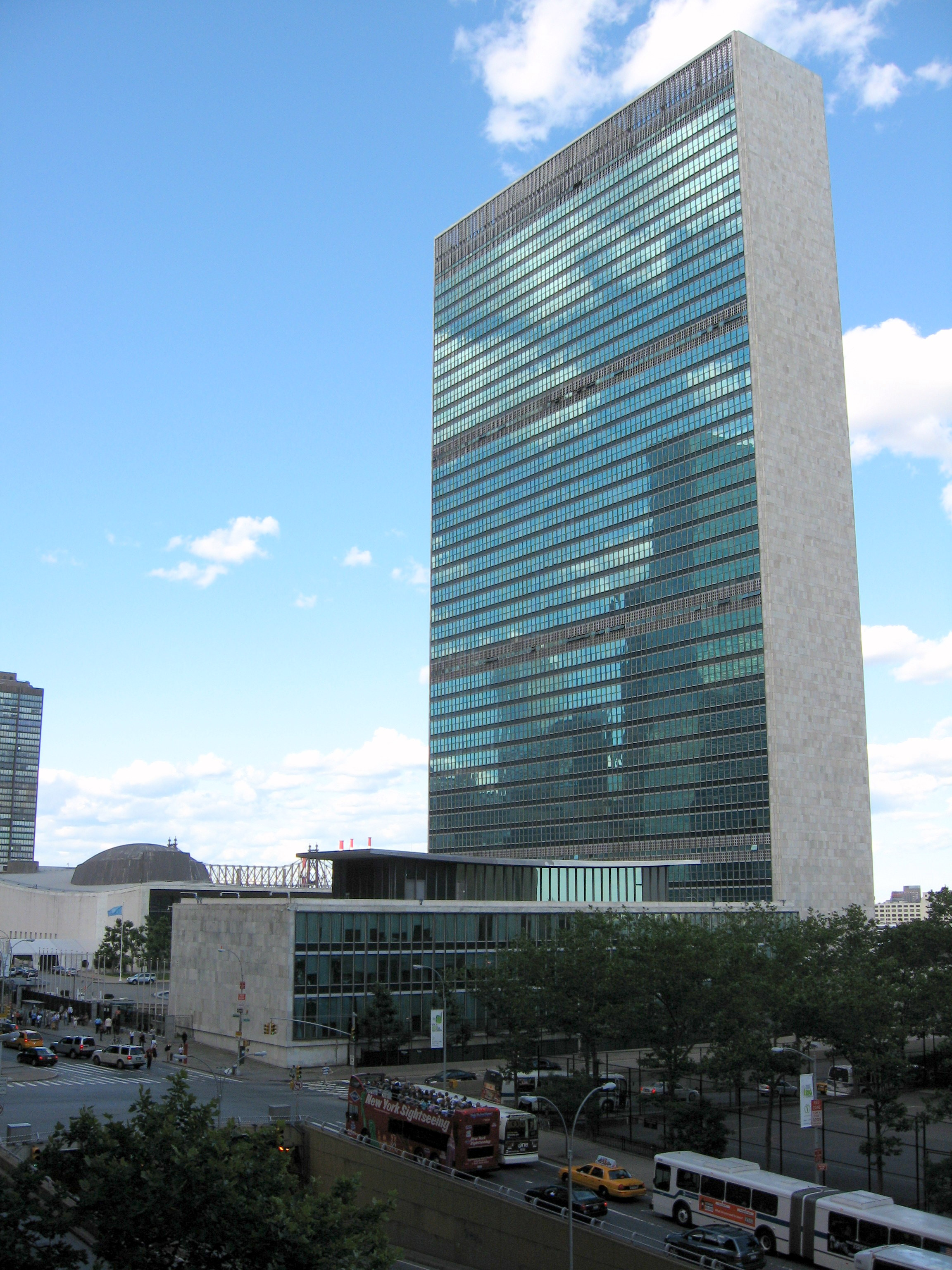
Штаб-квартира ООН на Першій авеню та 42-й вулиці
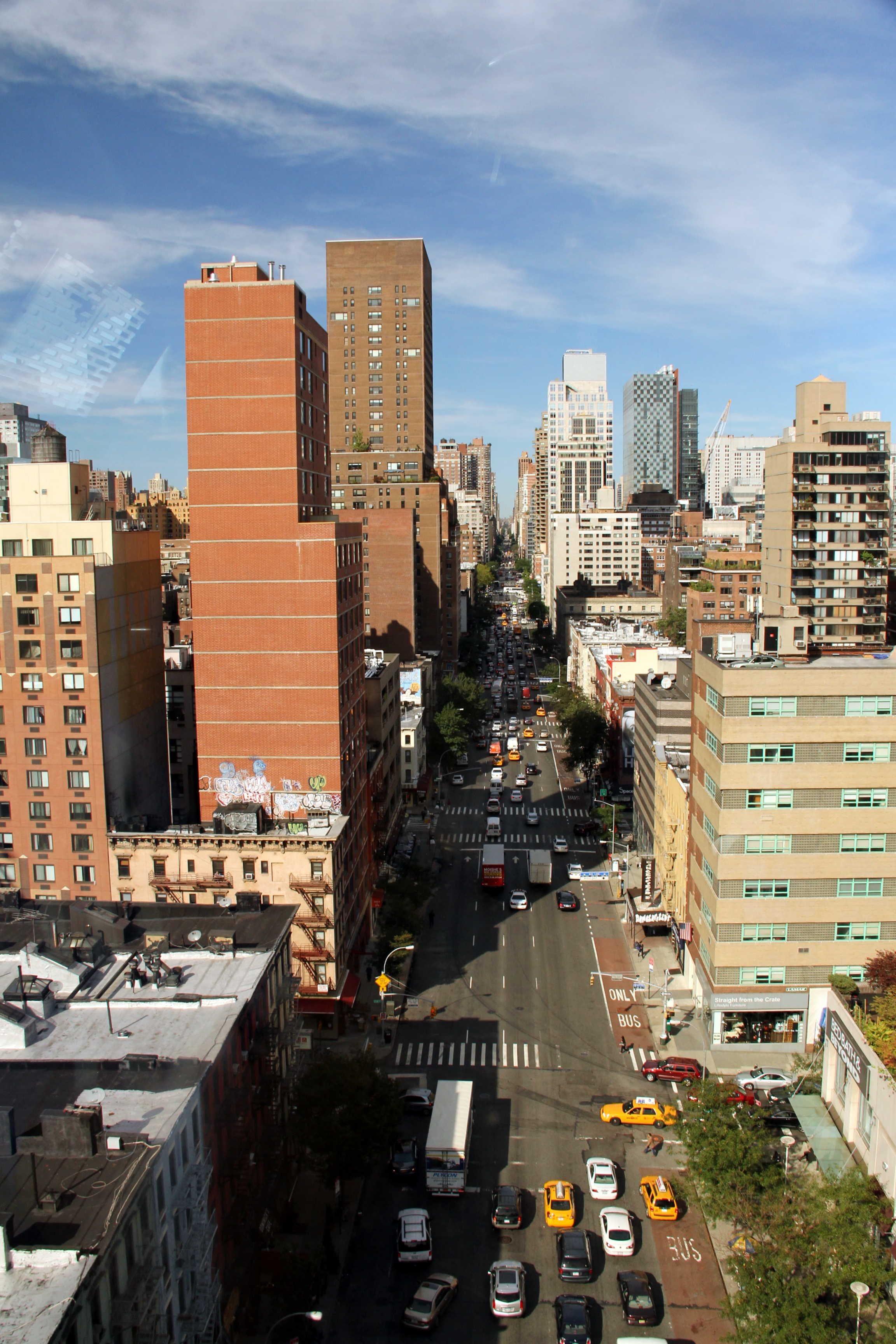